# Czarna-Kolonia
Czarna-Kolonia (prononciation : [ˈt͡ʂarna kɔˈlɔɲa]) est un village polonais de la gmina de Pionki dans le powiat de Radom de la voïvodie de Mazovie dans le centre-est de la Pologne.
Il se situe à environ 7 kilomètres au sud de Pionki (siège de la gmina), 21 kilomètres à l'est de Radom (siège de le powiat) et à 94 kilomètres au sud de Varsovie (capitale de la Pologne).

## Histoire
De 1975 à 1998, le village appartenait administrativement à la voïvodie de Radom.